# Pryteria inifascia
Pryteria inifascia är en fjärilsart som beskrevs av Druce 1899. Pryteria inifascia ingår i släktet Pryteria och familjen björnspinnare. Inga underarter finns listade i Catalogue of Life.